# 凯瑟琳·波普尔
凯瑟琳·波普尔（英語：Catherine Popple，1965年—），英国女子草地滚球运动员。她曾代表英格兰参加1994年和1998年英联邦运动会草地滚球比赛，其中1998年英联邦运动会获得一枚铜牌。